# 松原駅 (東京都)
松原駅（まつばらえき）は、東京都世田谷区松原4丁目にある、東急電鉄世田谷線の停留場である。駅番号はSG09。
世田谷区赤堤との境に位置している。

## 歴史
- 1949年（昭和24年）9月1日：山下寄りにあった六所神社前駅を移設する形（実態は下高井戸寄りにあった七軒町駅との統合）で、玉電松原駅（たまでんまつばらえき）として開設。
- 1969年（昭和44年）5月11日：松原駅に改称。

## 駅構造
相対式ホーム2面2線を有する地上駅。平日朝ラッシュ時には下りホームに係員が配置され、乗降整理を行う（運賃収受は行わない）。

### のりば
| ホーム | 路線     | 方向 | 行先               |
| ------ | -------- | ---- | ------------------ |
| 西側   | 世田谷線 | 下り | 下高井戸方面       |
| 東側   | 世田谷線 | 上り | 上町・三軒茶屋方面 |

## 利用状況
当停留場だけの乗車人員は公表されていない。世田谷線全線での乗車人員は東急世田谷線#利用状況を参照のこと。

## 停留場周辺

### 郵便局・金融機関
- 世田谷赤堤二郵便局

### 史跡・自然
- 赤松公園

### 店舗
- 赤堤商店街
- オオゼキ松原店

### 交通
- 東京都道427号瀬田貫井線
- 路線バス渋54・梅01・梅02系統には同名の「松原」という停留所が存在するが、当駅からは800m程度離れており、乗り換えには不適である。当駅からこれらのバスに乗り継ぐ場合、最寄りのバス停は「赤堤」（400m程度）である。

## 隣の停留場
東急電鉄
 世田谷線
山下駅 (SG08) - 松原駅 (SG09) - 下高井戸駅 (SG10)